# Erhard Altdorfer

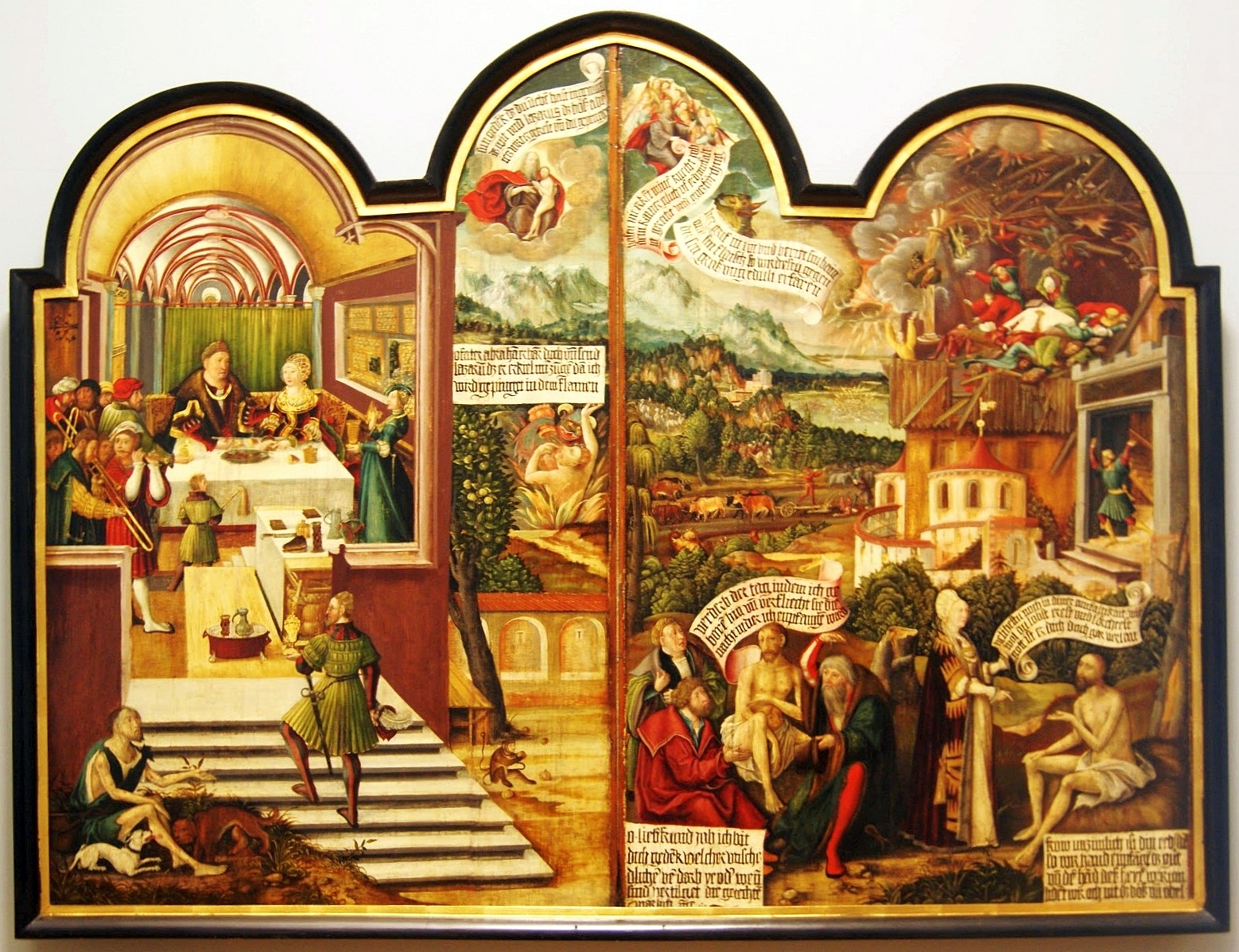
Przypowieść o Łazarzu i sceny z Historii Hioba, ok. 1522, Erhard Altdorfer (warsztat), Muzeum Narodowe we Wrocławiu

Erhard Altdorfer (ur. po 1480, zm. po 1561) – niemiecki malarz i budowniczy, w latach 1512–1552 nadworny malarz i budowniczy księcia Meklemburgii Henryka V Zgodnego (1479–1552). 

## Życiorys
Erhard Altdorfer urodził się po 1480 roku . Był bratem malarza Albrechta Altdorfera . Nie jest do końca potwierdzone, gdzie Altdorfer się uczył – w warsztacie brata czy w ośrodkach na południu (w Pasawie i w Wiedniu).  
Tworzył obrazy o tematyce religijnej . Ok. 1510 roku wykonywał prace dla opactw austriackich w Lambach i Klosterneuburgu . W latach 1512–1552 był nadwornym malarzem i budowniczym księcia Meklemburgii Henryka V Zgodnego (1479–1552) . 
Na temat budowniczej działalności Altdorfera niewiele wiadomo . 
Altdorfer zmarł po 1561 roku . 

## Prace
Wybór podany za Neue Deutsche Biographie :
- 1506 – miedzioryt Dame mit dem Pfauenwappen
- 1516 – ołtarz dla Kaplicy Krwi Świętej (niem. Kapelle des Heiligen Blutes) kościoła w Sternbergu (spłonął w pożarze w 17141 roku)
- miedzioryt Liebhaber mit zwei Dirnen
- rysunek Gesellschaft in der Halle
- rysunek Enthauptung des Täufers
- rysunek Steinigung des heiligen Stephanus
- tryptyk Johannes auf Pathmos, Marter des heiligen Johannes Evangelist, Enthauptung des Täufers
- ilustracje dla Biblii lubeckiej wydanej w latach 1533–1534 (82 drzeworyty, 2 sygnowane[4])